# 拉波夫拉德瓦利沃纳
拉波夫拉德瓦利沃纳，是西班牙巴伦西亚自治区巴伦西亚省的一个市镇。总面积33平方公里，总人口12938人（2001年），人口密度392人/平方公里。